# Жуковський Семен Борисович
Семен Борисович Жуковський (нар. 14 грудня 1896, місто Київ — розстріляний 25 січня 1940, місто Москва, тепер Російська Федерація) — радянський партійний діяч, співробітник органів державної безпеки СРСР, заступника народного комісара внутрішніх справ СРСР із господарської частини. Член Комісії партійного контролю при ЦК ВКП(б) у 1934—1938 роках. Депутат Верховної Ради Російської РФСР 1-го скликання.

## Життєпис
Народився в родині вчителя. У 1915 році закінчив Київське комерційне училище.
У лютому 1916 — березні 1917 року — рядовий 5-го, 147-го і 92-го піхотних полків та польового інтендантства російської армії в містах Києві, Олександрівську Катеринославської губернії та Саратові. З травня по серпень 1917 року навчався в школі прапорщиків у Києві. У серпні — грудні 1917 року — прапорщик 274-го піхотного полку російської армії в Таганрозі, учасник бойових дій проти генерала Каледіна.
Член РСДРП(б) з серпня 1917 року.
У грудні 1917 — квітні 1918 року — співробітник газет «Пролетарская мысль» та «Известия» в Києві.
З квітня 1918 по березень 1919 року не працював, був заарештований німецькою владою та сидів у в'язниці міста Києва. Після виходу з ув'язнення — на підпільній більшовицькій роботі проти влади УНР у Києві.
У березні — серпні 1919 року — начальник агітаційно-просвітницького відділу Київського губернського військкомату, заступник військового комісара Київської губернії. У серпні 1919 року — в.о. військового комісара Київської губернії.
У серпні 1919 — лютому 1920 року — заступник начальника політичного відділу 4-ї армії РСЧА в містах Уральську та Пугачовську Саратовської губернії. У січні — лютому 1920 року — в.о. начальника політичного відділу 4-ї армії РСЧА.
У лютому — липні 1920 року — начальник політичного відділу 2-ї Трудової армії в місті Саратові.
У липні 1920 — березні 1921 року — начальник політичного відділу управління формувань (запасних військ) Південно-Західного фронту в Києві.
У березні — вересні 1921 року — завідувач агітаційно-пропагандистського відділу ЦК КП(б) Туркестану в місті Ташкенті.
30 вересня 1921 — 1 лютого (за іншими даними — квітень) 1922 року — начальник політичного управління Морських сил Балтійського моря (Балтійського флоту) в Петрограді та Кронштадті.
У травні 1922 — травні 1923 року — помічник завідувача обліково-розподільного відділу ЦК РКП(б) — секретар Валеріана Куйбишева в ЦК РКП(б).
У травні 1923 — березні 1924 року — секретар голови Центральної контрольної комісії РКП(б) — народного комісара робітничо-селянської інспекції СРСР Валеріана Куйбишева.
У березні 1924 — січні 1925 року — заступник голови правління акціонерного товариства «Транспортшкір» Народного комісаріату шляхів сполучення СРСР.
У січні — вересні 1925 року — заступник завідувача іноземного відділу Вищої ради народного господарства (ВРНГ) СРСР.
У вересні 1925 — липні 1928 року — уповноважений президії ВРНГ СРСР при торговому представництві СРСР у Німеччині.
У липні 1928 — грудні 1931 року — заступник голови (з 1929 року — в.о. голови) правління акціонерного товариства «Кольорметімпорт» у Москві.
У грудні 1931 — червні 1933 року — член колегії Народного комісаріату зовнішньої торгівлі СРСР, заступник торгового представника СРСР у Німеччині.
У червні 1933 — лютому 1934 року — заступник начальника управління імпорту та член колегії Народного комісаріату зовнішньої торгівлі СРСР.
У лютому 1934 — жовтні 1936 року — керівник групи із зовнішніх відносин Комісії партійного контролю при ЦК ВКП(б).
15 жовтня 1936 — 1 липня 1937 року — начальник адміністративно-господарського управління НКВС СРСР.
1 — 27 липня 1937 року — заступник начальника 3-го (контррозвідувального) відділу ГУДБ НКВС СРСР.
27 липня 1937 — 13 січня 1938 року — начальник 12-го (оперативна техніка) відділу ГУДБ НКВС СРСР.
8 січня — 3 жовтня 1938 року — заступника народного комісара внутрішніх справ СРСР із господарської частини.
З вересня по 23 жовтня 1938 року — начальник Ріддерського поліметалевого комбінату Головного управління цинкової і свинцевої промисловості «Головцинкосвинець» Народного комісаріату важкої промисловості СРСР у місті Ріддер Казахської РСР (до місця призначення не виїхав).
23 жовтня 1938 року заарештований органами НКВС у Москві. Засуджений Воєнною колегією Верховного суду СРСР 24 січня 1940 року до страти, розстріляний наступного дня. Похований на Донському цвинтарі Москви.
2 липня 1955 року реабілітований, 27 січня 1956 року посмертно відновлений у партії.

## Звання
- старший майор державної безпеки (10.02.1937)

## Нагороди
- медаль «XX років Робітничо-Селянській Червоній Армії» (22.02.1938)
- знак «Почесний співробітник ВНК-ДПУ (XV)» (9.05.1938)